# Фінські монети євро
Фінські монети євро — вісім монет євро, випущених Монетним двором Фінляндії. На монетах номіналом 1, 2, 5, 10, 20, 50 центів зображений геральдичний лев герба Фінляндії, номіналом 1 євро — лебідь-кликун, 2 євро — морошка. Всі монети містять на реверсі 12 зірок ЄС, рік випуску і назву країни.

## Дизайн національної сторони

### Перша серія (2002—2006)
| 0,01 €                                                                                        | 0,02 €                | 0,05 €                                                                             |
| --------------------------------------------------------------------------------------------- | --------------------- | ---------------------------------------------------------------------------------- |
|                                                                                               |                       |                                                                                    |
| На всіх центових монетах Фінляндії зображений геральдичний лев — герб Фінляндії               |                       |                                                                                    |
| 0,10 €                                                                                        | 0,20 €                | 0,50 €                                                                             |
|                                                                                               |                       |                                                                                    |
| На всіх центових монетах Фінляндії зображений геральдичний лев — герб Фінляндії               |                       |                                                                                    |
| 1,00 €                                                                                        | 2,00 €                | Гурт монети в €2                                                                   |
|                                                                                               |                       | Слово «Фінляндія» фінською і шведською мовами, також три голови геральдичного лева |
| Два лебеді, що летять на тлі фінського пейзажу. Лебідь-кликун - національний символ Фінляндії | Ягоди і листя морошки |                                                                                    |

### Друга серія (від 2007)
| 0,01 €                                                                                        | 0,02 €                | 0,05 €                                                                             |
| --------------------------------------------------------------------------------------------- | --------------------- | ---------------------------------------------------------------------------------- |
|                                                                                               |                       |                                                                                    |
| На всіх центових монетах Фінляндії зображений геральдичний лев — герб Фінляндії               |                       |                                                                                    |
| 0,10 €                                                                                        | 0,20 €                | 0,50 €                                                                             |
|                                                                                               |                       |                                                                                    |
| На всіх центових монетах Фінляндії зображений геральдичний лев — герб Фінляндії               |                       |                                                                                    |
| 1,00 €                                                                                        | 2,00 €                | Гурт монети в €2                                                                   |
|                                                                                               |                       | Слово «Фінляндія» фінською і шведською мовами, також три голови геральдичного лева |
| Два лебеді, що летять на тлі фінського пейзажу. Лебідь-кликун - національний символ Фінляндії | Ягоди і листя морошки |                                                                                    |

## Випуск монет
Джерело:  
| Номінал          | €0.01 | €0.02 | €0.05  | €0.10  | €0.20  | €0.50 | €1.00 | €2.00 |
| ---------------- | ----- | ----- | ------ | ------ | ------ | ----- | ----- | ----- |
| 1999             | 8.01  | 1.70  | 63.29  | 133.43 | 42.26  | 20.61 | 16.12 | 16.00 |
| 2000             | 7.51  | 13.85 | 56.57  | 167.36 | 0.41   | 67.01 | 36.55 | 8.59  |
| 2001             | 0.41  | 0.41  | 213.67 | 14.64  | 121.67 | 4.34  | 13.77 | 29.04 |
| 2002             | 0.51  | 0.51  | 101.68 | 1.35   | 100.61 | 1.0   | 13.97 | 1.24  |
| 2003             | 6.54  | 6.54  | 0.54   | 0.54   | 0.54   | 0.54  | 0.54  | 8.83  |
| 2004             | 9.57  | 7.90  | 0.51   | 0.51   | 0.51   | 0.51  | 5.41  | 8.96  |
| 2005             | 5.72  | 5.72  | 0.72   | 0.72   | 0.72   | 4.72  | 7.85  | 8.72  |
| 2006             | 3.92  | 3.92  | 0.92   | 0.92   | 0.92   | 6.77  | 1.63  | 8.42  |
| 2007             | 2.92  | 2.92  | 0.92   | 0.92   | 0.92   | 0.92  | 0.92  | 5.14  |
| 2008             | 1.44  | 1.44  | 0.94   | 0.94   | 0.94   | 7.94  | 0.94  | 8.24  |
| 2009             | 0.93  | 0.93  | 0.93   | 0.93   | 0.93   | 6.93  | 0.93  | 6.25  |
| 2010             | 0.80  | 0.80  | 0.80   | 0.80   | 0.80   | 0.80  | 0.80  | 5.60  |
| 2011             | **    | **    | **     | **     | **     | **    | **    | **    |
| ** Дані відсутні |       |       |        |        |        |       |       |       |

## Ідентифікаційні знаки
| Національний ідентифікатор | «FI»                            |
| Знак монетного двору       | Файл:Euro id finland s02.jpg    |
| Ініціали дизайнера         | M (Mr. Raimo Makkonen; до 2006) |
| Знаки по гурту монети €2   |                                 |